# Красноармейский (Темрюкский район)
Красноарме́йский — посёлок в Темрюкском районе Краснодарского края. Входит в состав Запорожского сельского поселения.

## Население
| 2002 | 2010  |
| ---- | ----- |
| 1157 | ↗1195 |

## Улицы
- пер. Комсомольский,
- ул. Восточная,
- ул. Гагарина,
- ул. Железнодорожная,
- ул. Заводская,
- ул. Калинина,
- ул. Кирова,
- ул. Мира,
- ул. Пролетарская,
- ул. Садовая,
- ул. Свердлова.

## Экономика
В посёлке располагается винный завод ООО Винодельня «Юбилейная», производящий вина с защищённым географическим указанием «Кубань. Таманский полуостров».